# Edivaldo Hermoza
Edivaldo Hermoza (n. 17 noiembrie 1985, Cuiabá, Mato Grosso, Brazilia) este un fotbalist bolivian.
Între 2011 și 2013, Hermoza a jucat 11 de meciuri și a marcat 1 goluri pentru echipa națională a Boliviei.

## Statistici
| Bolivia | Bolivia | Bolivia |
| An      | Meciuri | Goluri  |
| ------- | ------- | ------- |
| 2011    | 8       | 1       |
| 2012    | 0       | 0       |
| 2013    | 3       | 0       |
| Total   | 11      | 1       |